# Diebold Schilling le Vieux
Pour les articles homonymes, voir Diebold Schilling le Jeune et Schilling.
Diebold Schilling le Vieux (ou « le Majeur ») (1445 - 1486) est un chroniqueur, auteur de plusieurs chroniques illustrées, la Berner Schilling (de) en 1483, la Spiezer Schilling dans les années 1480 et la Zürcher Schilling en 1484. 
Il était l'oncle du chroniqueur Diebold Schilling le Jeune et travailla à Lucerne dans la chancellerie de Berne. En 1460, il fut engagé à Berne dans un poste de script pour le conseil de la ville. Intéressé par les affaires étrangères mais hostile à l'ingérence française dans les affaires nationales, Schilling le Vieux s'opposa en partie aux revenus provenant des butins de guerre bourguignons mais s'inclina devant la manne providentielle apportée par le mercenariat aux villes suisses. 
En 1468, il devient membre du Grand Conseil bernois puis juge. En 1474, il commence la rédaction et l'illustration de l'histoire de la ville de Berne. Il travaille sur ce projet durant 9 ans et publie trois tomes. Le dernier tome correspond à la « Grande chronique des guerres de Bourgogne », œuvre qui fut en partie censurée à sa sortie. Schilling y rapporte notamment la bataille de Grandson (1476) qui opposa le duc de Bourgogne, Charles le Téméraire aux Confédérés, et se solda par la victoire des troupes helvétiques. 
Diebold Schilling le Vieux est mort en 1486. Ses chroniques restent des témoignages importants d'une époque tourmentée et frappée par les conflits au sein d'une Confédération cernée par les guerres européennes.